# Elodes angusta
Elodes angusta is een keversoort uit de familie moerasweekschilden (Scirtidae). De wetenschappelijke naam van de soort werd in 1962 gepubliceerd door Melville Harrison Hatch.